# Peptidaza infektivnog pankreasnog nekroznog birnavirusa Vp4
Peptidaza infektivnog pankreasnog nekroznog birnavirusa Vp4 (EC 3.4.21.115, proteaza virusa infektine pankreasne nekroze, IPNV Vp4 proteaza, IPNV Vp4 peptidaza, NS proteaza, NS-asocirana proteaza, Vp4 proteaza) je enzim. Ovaj enzim katalizuje sledeću hemijsku reakciju
Presecanje (Ser/Thr)-Xaa-Ala-(Ser/Ala)-Gly motiva u poliproteinu  infektinog pankreasnog nekroznog virusa na pVP2-VP4 i VP4-VP3 spojevima
Infektivni pankreasni nekrozni virus (IPNV) je birnavirus koji uzrokuje akutnu, zaraznu bolest kod mladih pastrmki.

## Literatura
- Nicholas C. Price; Lewis Stevens (1999). Fundamentals of Enzymology: The Cell and Molecular Biology of Catalytic Proteins (Third изд.). USA: Oxford University Press. ISBN 019850229X.
- Eric J. Toone (2006). Advances in Enzymology and Related Areas of Molecular Biology, Protein Evolution (Volume 75 изд.). Wiley-Interscience. ISBN 0471205036.
- Branden C; Tooze J. Introduction to Protein Structure. New York, NY: Garland Publishing. ISBN 0-8153-2305-0.
- Irwin H. Segel. Enzyme Kinetics: Behavior and Analysis of Rapid Equilibrium and Steady-State Enzyme Systems (Book 44 изд.). Wiley Classics Library. ISBN 0471303097.
- William P. Jencks (1987). Catalysis in Chemistry and Enzymology. Dover Publications. ISBN 0486654605.

## Spoljašnje veze
- Infectious+pancreatic+necrosis+birnavirus+Vp4+peptidase на 